# Takko
Takko (田子町; Takko-machi) és un poble del Japó situat a la prefectura d'Aomori.